# 物语
物语是传统日本文学的一种体裁，原意为“谈话”，后引申为故事、传记、传奇等意思，是一种扩大化了的、具有散文性质的、用来叙述故事的文学体裁，可与史诗相比较。
物语与日本口语传统有密切关系，并且大部分都与小说性的故事有关，即使在复述历史事件时也是如此。许多经典日本小说作品都以“物语”的形式表达，比如《源氏物语》等。“物语”几乎可以包含所有的日本文学体裁。
这种文学体裁盛行于9世纪到15世纪，10世纪和11世纪则是其鼎盛时期。根据《风叶和歌集》（一本13世纪的日本诗歌集）的记载，在13世纪，至少有198本物语体裁的书流传。其中，大概有40部作品流传到现在。
当欧洲和其他外国文学作品在后期为日本人所知的时候，“物语”一词开始被用作具有相似性的外国作品的日语标题。例如，《双城记》以《二都物语》的名称命名，《天方夜譚》则为《千一夜物语》，以及最近的《魔戒》被译作《指轮物语》等等。
现在，“物语”一词也常被借用在中文表达之中。